# Frontão de Périgueux
Frontão de Périgueux (em latim: Frontus; em francês: Front) foi o primeiro bispo de Périgueux que, segundo a tradição, teria sido ordenado pelo apóstolo São Pedro e enviado como evangelizador da atual região de Périgord, na Dordonha. É venerado como santo pela Igreja Católica, sendo comemorado no dia 25 de outubro.

## História

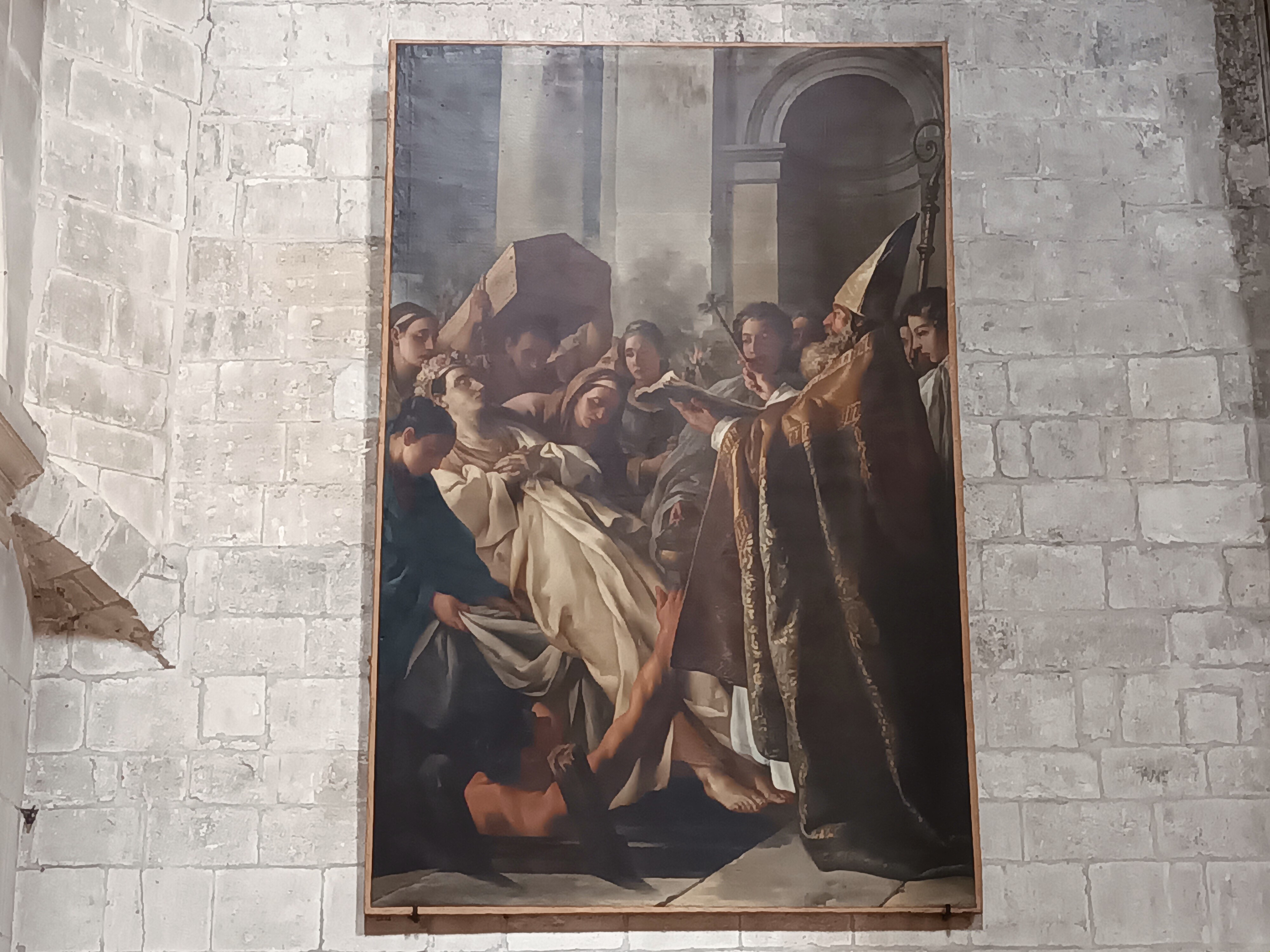
"O funeral de Santa Marta" por Joseph-Marie Vien (1748)

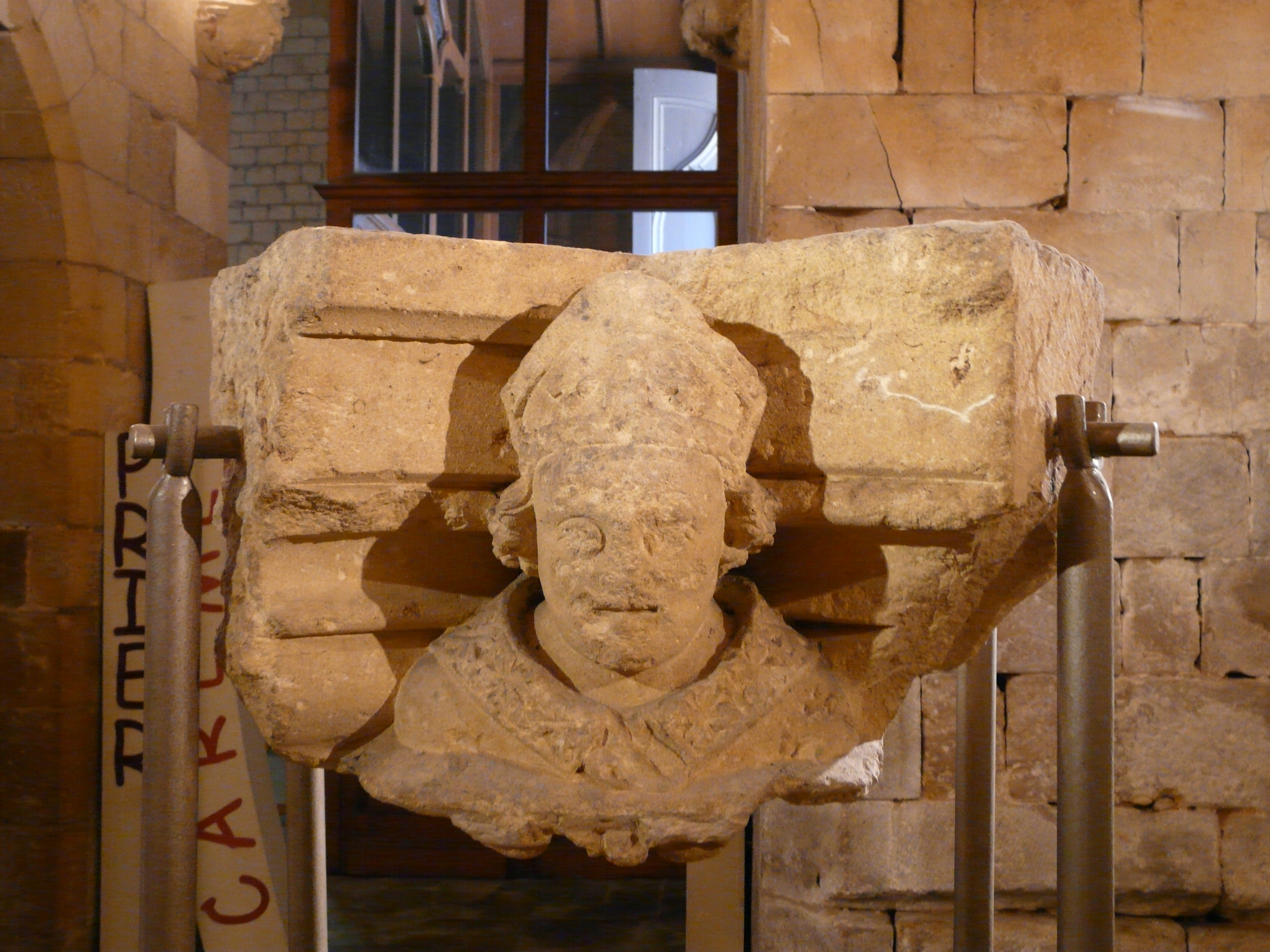
Túmulo primitivo de São Fontão em Périgueux

Frontão é mencionado pela primeira vez na vida de Gaugérico de Cambrai, que diz ter rezado em frente ao túmulo de Frontão em Périgueux. Nada se sabe sobre a vida do santo e todos os dados são tardios e provenientes de tradições piedosas. As vidas lendárias, a partir do século IX, e grande parte dos  séculos XI e XII, misturam dados das lendas de outros santos, como Frontão de Nítria e Marta de Betânia.
Segundo sua hagiografia, Front nasceu em Linicassius (Lanquais) em uma família cristã, no século I. Ainda jovem, renunciou ao mundo e tornou-se eremita. O prefeito da região, Isquirinus, não quis matá-lo por causa da nobreza de sua linhagem, mas ordenou-lhe que deixasse crescer o cabelo que havia raspado quando se tornou sacerdote. Frontão não aceitou, pois era um sinal de sua vocação, partindo em fuga para o Egito.
Ali, retirou-se para o eremitério de Apolônio, e após um tempo, partiu para Roma; ali o apóstolo Pedro ordenou-o bispo e enviou-o à Gália para evangelizar, dando-lhe por companheiro um presbítero de nome Jorge. Ao terceiro dia de viagem, Jorge veio a falece. Frontão retornou a Roma em busca de São Pedro com o corpo de Jorge. Neste local, Pedro ressuscitou-o. Muitas pessoas naquele local se converteram após presenciarem o acontecimento. Frontão selecionou cerca de sessenta e nove cristãos para serem pregadores com ele em Périgord. Neste lugar, eles conseguiram muitas conversões, sendo criada uma comunidade cristã.
A ele é atribuído o milagre de bilocação para assistir aos funerais de Marta de Betânia, onde teria sido repreendido pelo próprio Jesus e perdido uma de suas luvas, bem como à destruição de uma estátua do deus Marte em Périgueux. Perto de Lalinde, na Dordonha, acabou com um dragão que aterrorizava os camponeses, destruindo colheitas e matando homens: o bispo fez o sinal da cruz e o dragão precipitou-se de um penhasco, morrendo por fim.
No início do século  IX, foi mencionado pela primeira vez no Martirológio de Lyon como São Frontão. Suas relíquias foram reconhecidas nos anos de 1261 e 1463 na Catedral de Sant Front de Périgueux, onde se encontravam. No entanto, no ano 1575 os huguenotes os capturaram e os transportaram para o castelo de Tiregand em Creysse (Dordonha), e depois os jogaram no rio Dordonha.
Em sua homenagem, uma dezena de municípios ou antigos municípios franceses levam o nome de Saint-Front, bem como três municípios italianos, na região de Marche: Frontone e Frontino, bem como Sanfront na região do Piemonte.